# Leopardus garleppi

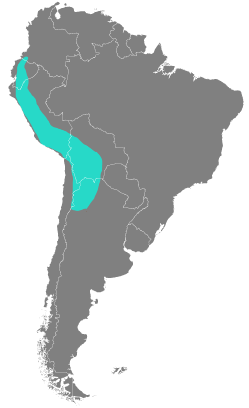
Ареал

Leopardus garleppi — вид хижих ссавців з родини котових (Felidae). Вид поширений по обидва боки Анд від північного Еквадору до північного заходу Аргентини і півночі Чилі.

## Таксономічна примітка
Таксон відділено від L. pajeros.
Вперше вид був науково описаний у 1894 році німецьким зоологом Паулем Матші під назвою Felis garleppi. Пізніше він був віднесений до Leopardus colocolo як підвид. Іспанський зоолог Роза Гарсія-Переа розділила Leopardus colocolo на три види в 1994 році та помістила L. garleppi як підвид L. pajeros. Лише в перегляді групи пампаських котів, опублікованому в червні 2020 року, вид знову став незалежним як Leopardus garleppi після того, як у групі пампаських котів було знайдено 5 клад, які відрізняються морфологією черепа, кольором шерсті та геномом, а також мають різне поширення. L. budini, L. crespoi, L. steinbachi, L. thomasi, L. wolffsohni є синонімами Leopardus garleppi. Видовим епітетом вшановано німецького натураліста Отто Гарлеппа (1864–1959), який зібрав типовий зразок.

## Морфологічна характеристика
Приблизно розміром із великого домашнього кота. Має світло-сіро-коричневий чи рудувато-коричневий основний колір і візерунок із розетками, розташованими похилими смугами. Розетки помаранчеві всередині і мають коричневі краї. Смуга по центру спини темно-сіро-коричнева з поодинокими помаранчевими волосками. Голова коричнювато-оранжева. На горлі можна побачити чорні, темно-рудувато-коричневі чи темно-коричневі смуги. Одна завжди значно ширші за інші. Хвіст у червонувато-коричневих смугах від основи до кінчика. 

## Поширення
Ареал: Колумбія?, Еквадор, Перу, Болівія, Чилі, Аргентина.